# FC Machida Zelvia
Football Clube Machida Zelvia (em japonês:  フットボールクラブ町田ゼルビア - Futtobōru Kurabu Machida Zerubia) é um clube profissional de futebol do Japão, com sede na cidade de Machida, nos arredores de Tóquio.

## História
O clube surgiu em 1977, e anos depois começou a atuar na Liga de Futebol de Tóquio. Em 2010, contratou Naoki Soma, ex-jogador da Seleção Japonesa de Futebol, para ser seu novo treinador. No mesmo ano, firmou uma parceria com o D.C. United, que se tornou a primeira entre equipes do Japão e dos Estados Unidos.
Em 2011, ao conquistar a terceira posição na JFL (terceira divisão), o Zelvia foi liberado para disputar a J. League-2, e para a disputa contratou o argentino Osvaldo Ardiles para exercer a função de treinador.
Em 2023, o clube conquistou o título inédito da  J. League-2 e com isso, o acesso inédito para a primeira divisão nacional.

## Estádio

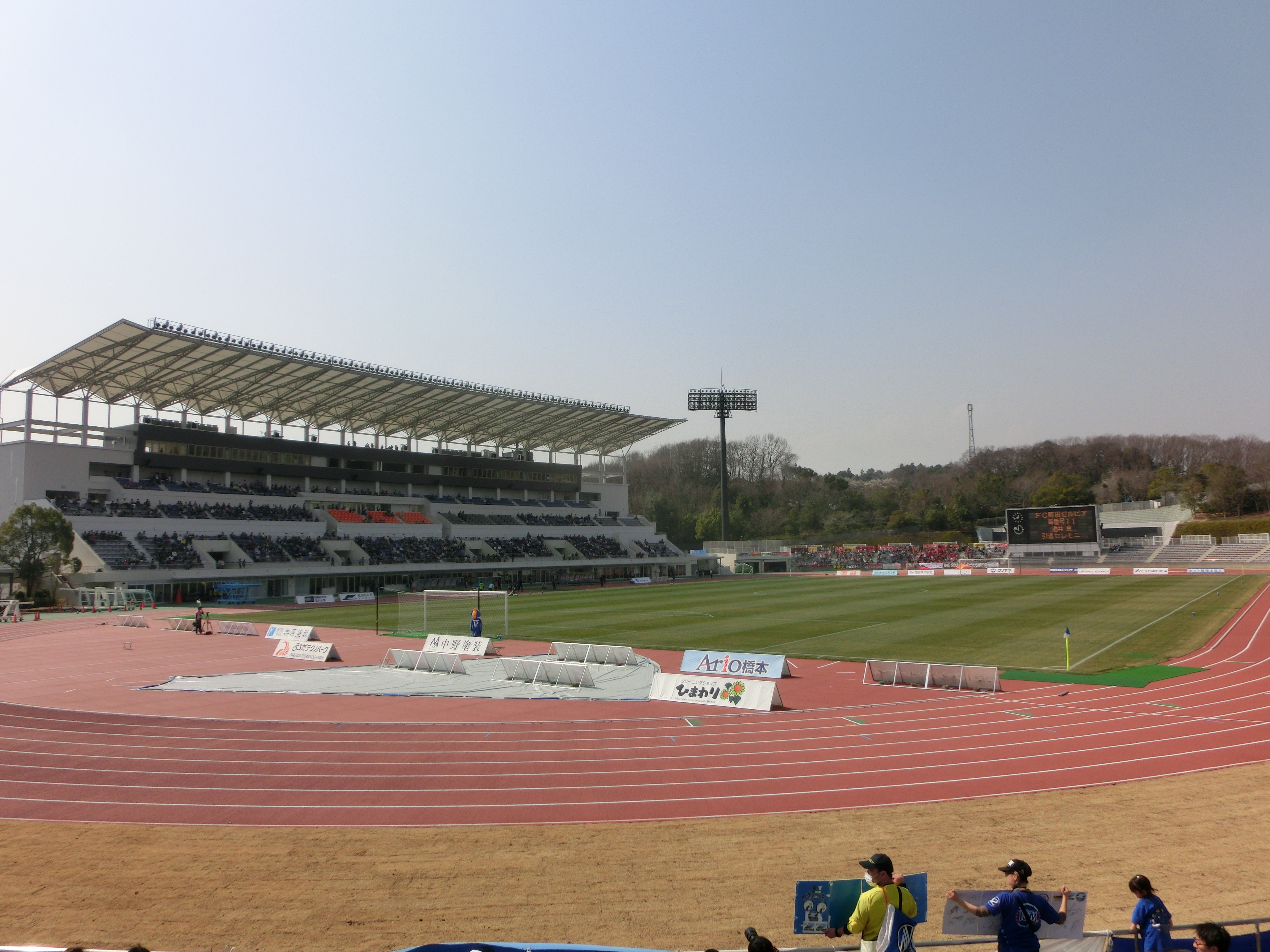
Machida GION Stadium.

O Machida Zelvia manda seus jogos no Machida GION Stadium, que até 2011 possuía apenas 6.200 lugares, e após reformas, passou a ter capacidade de 15.489.